# 緒方友莉奈
緒方 友莉奈（おがた ゆりな、1993年8月30日 - ）は、日本のグラビアアイドル、タレント。熊本県出身。

## 略歴
2016年7月に1作目のイメージDVD『愛しのゆりな』を発売。
2018年より『給与明細』（ABEMA）に体験調査をする「潜入ガール」として出演。2020年8月の放送では性欲がない悩みを吐露し、アダルトグッズの効果を試用した。
2022年11月3日にBreakingDownが開催した「BreakingDown6」に出場し、グラビアアイドルのみらたむと対戦。大会前に開催された出場者選考オーディションではみらたむと乱闘状態になり、左ひざの半月板を負傷した。試合は右ストレートで圧倒し、判定5-0で勝利。

## 作品

### DVD
- ハスキーボイス（2014年1月24日、竹書房）※ 神崎槙 名義
- 北大路M★RIOのSEXYジャンプ!（2014年12月13日、スターアース）※ 北大路M★RIO 名義[5]
- 北大路M★RIO/レボリューション（2015年8月13日、スターアース）※ 北大路M★RIO 名義
- 愛しのゆりな（2016年7月20日、ラインコミュニケーションズ）[6]
- Memories（2017年2月17日、Morning Window）
- アナフィラキシーLOVE（2017年10月19日、ギルド）
- SWEET BODY（2018年1月26日、M.B.D. メディアブランド）
- 本気で男ボコします! 317（2019年12月26日、CLUB-Q）
- ERO MUSCLE −Revolution−（2022年2月20日、ラインコミュニケーションズ）
- 調教快楽（2022年7月16日、双葉社）
- 肉食エロティック（2023年1月24日、エアーコントロール）

### 動画
- 東京グラビアアイドル図鑑 緒方友莉奈（2020年9月1日、東京グラビアアイドル研究会）
- sexy doll479 緒方友莉奈（2020年10月30日、ランク10国）
- フリラモ個撮LABO Vol.199 緒方友莉奈（2021年10月21日、ランク10国）
- フリラモ個撮LABO Vol.200 緒方友莉奈（2021年10月21日、ランク10国）
- フリラモ個撮LABO Vol.225 緒方友莉奈（2021年11月26日、ランク10国）

### 写真集
- 火の国の女（2022年8月25日、双葉社／撮影：篠原潔）

### 電子書籍
- 愛しのゆりな（2016年10月14日、ラインコミュニケーションズ）
- アナフィラキシーLOVE（2017年11月16日、ギルド）
- アナフィラキシーLOVE GLD（2020年11月10日、DECinc）
- ほっとたいむ（2021年12月1日、DECinc）

## 出演

### ウェブテレビ
- 給与明細（2018年12月23日[7]、2019年12月23日、2020年8月7日[3]、2021年8月9日[8]、AbemaTV） - 潜入ガール

### オリジナルビデオ
- 女幹部オルレアン＆女怪人サーバル（2017年8月25日発売、ZENピクチャーズ） - 女幹部オルレアン 役
- 本当にあったエロ怖い話 豪華怪猥談師たちの競演（2018年10月2日発売、十影堂エンターテイメント）他出演：ありがとうぁみ、大島てる、川奈まり子、住倉カオス、大赤見展彦